# Rhopalothrix mariaemirae
Rhopalothrix mariaemirae (лат.) — вид муравьёв рода Rhopalothrix трибы Attini из подсемейства Myrmicinae (ранее в составе трибы Basicerotini). Эндемик Колумбии (Южная Америка).

## Описание
Мелкие почвенные муравьи (2—3 мм). Рабочие муравьи имеют криптическую буроватую окраску и морщинистую поверхностную скульптуру. От близких видов отличается следующими признаками: жевательный край мандибул с двумя мелкими зубцами у основания субапикального зуба; лабрум округлый, примерно такой же длины, как и ширины, с двумя слабо выраженными, тупо закруглёнными передними долями; промезонотальная и метанотальная борозда продолжительно вогнуты; крупные специализированные волоски на лице имеют форму перевёрнутых чаш широких плоских ложек, лежащих близко и параллельно поверхности тела, в перпендикулярном виде они выглядят как восемь крупных, округлых белых чешуек на голове.  Заднегрудка с проподеальными шипиками. Жвалы рабочих треугольные с несколькими (3—4) зубцами. Нижнечелюстные щупики 1-члениковые, нижнегубные щупики состоят из 2 сегментов. Стебелёк между грудкой и брюшком состоит из двух сегментов (петиоль + постпетиоль).

## Таксономия и этимология
Вид был впервые описан в 2024 году в ходе исследования, проведённого мирмекологами из Колумбии, Канады, Мексики и США (Roberto J. Guerrero, Andrés F. Grajales-Andica, Fernando Fernández, María C. Tocora, Gianpiero Fiorentino, Delly R. García). Название Rh. mariaemirae дано в честь María Emir Sánchez (1953—2023), умершей бабушки, любившей и вдохновлявшей одного из авторов (María C. Tocora).